# تام و جری در دیدار با شرلوک هولمز
تام و جری با شرلوک هولمز دیدار می‌کنند یا تام و جری، ملاقات با شرلوک هولمز (به انگلیسی: Tom and Jerry Meet Sherlock Holmes) نام یک پویانمایی محصول سال ۲۰۱۰ می‌باشد که در آن از شخصیت‌های تام و جری استفاده شده‌است. این فیلم به صورت مستقیم در شبکه نمایش خانگی انتشار یافت.

## داستان
تام و جری به عنوان دستیار باید به شرلوک هولمز کمک کنند تا دزد الماس و طلاهای سلطنتی را پیدا کند.